# Philipp III. (Spanien)

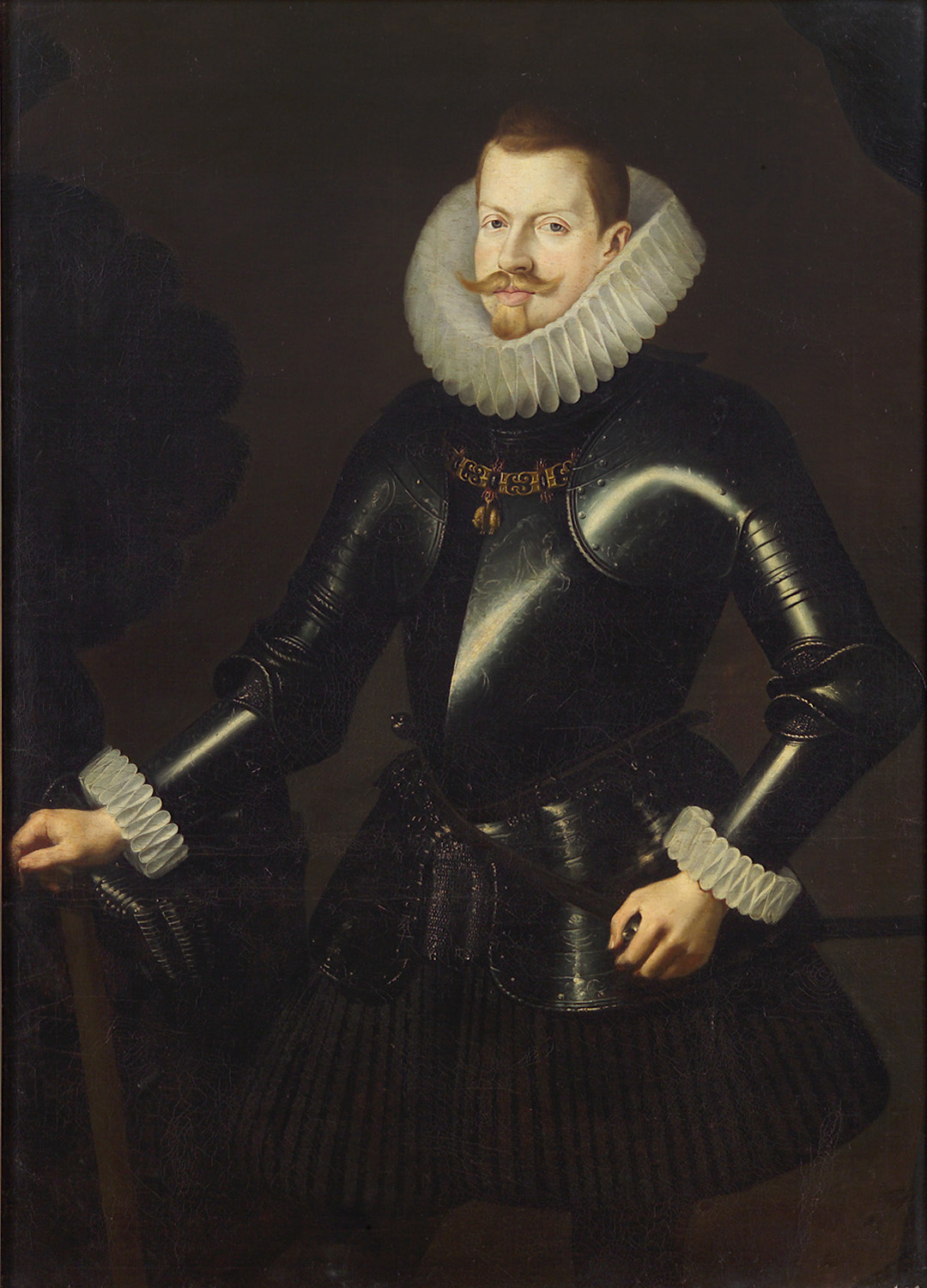
Andrés López Polanco, König Philipp III. von Spanien und Portugal

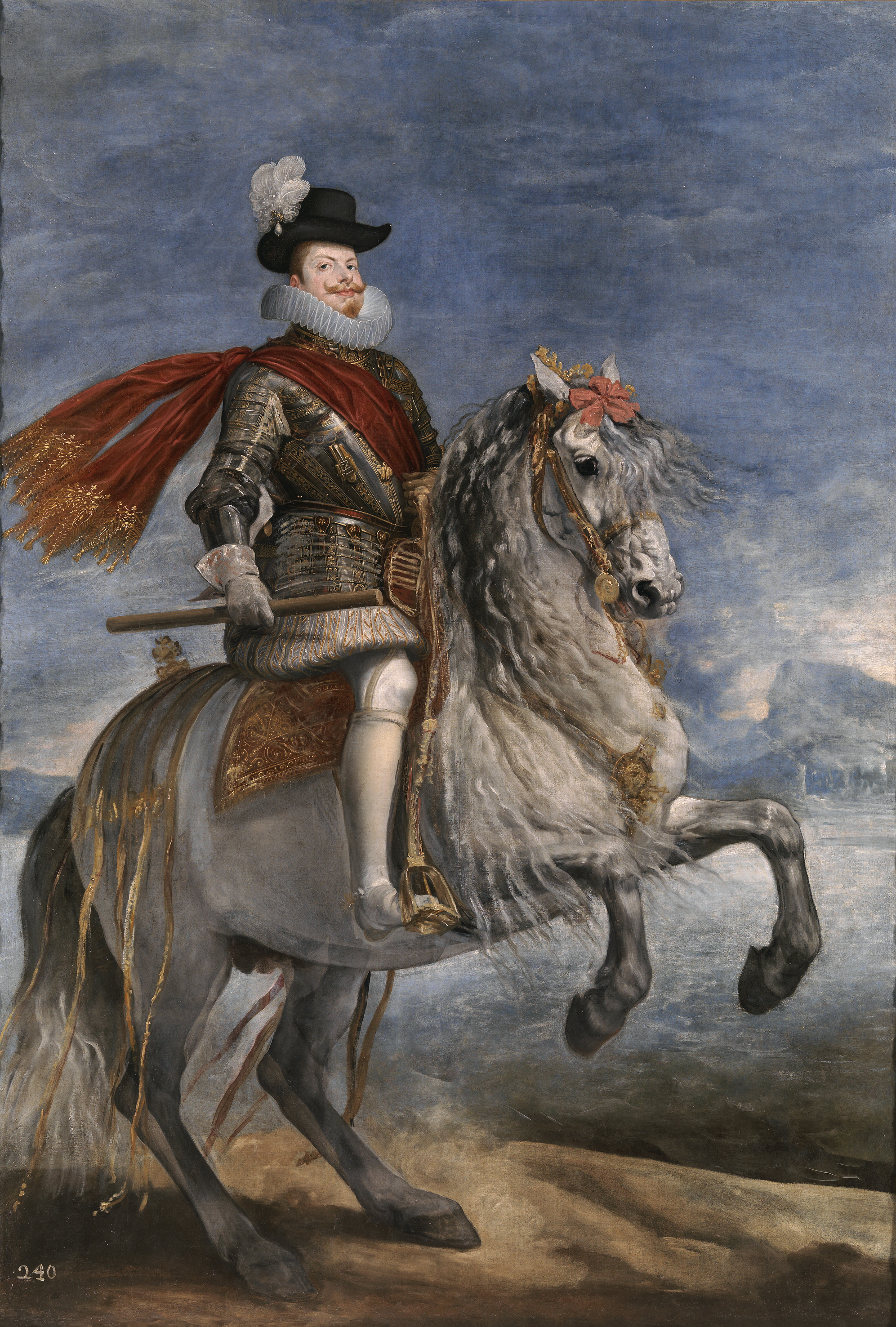
Philipp zu Pferd (Gemälde von Diego Velázquez, 1635)

Philipp III. – spanisch Felipe III – (* 14. April 1578 in Madrid; † 31. März 1621 ebenda) war ein Monarch aus der spanischen Linie des Hauses Habsburg (Casa de Austria). Von 1598 bis 1621 war er als Felipe III König von Spanien und des angehörigen Weltreiches, als Filippo II König von Sizilien und Neapel, sowie als Filipe II König von Portugal und als Filippo II König von Sardinien.

## Die frühen Jahre
Philipp III. wurde als fünfter Sohn von Philipp II. von Spanien und dessen vierter Gemahlin Anna von Österreich geboren. Kaiser Karl V. war sowohl sein Großvater väterlicherseits als auch sein Urgroßvater mütterlicherseits.
Nachdem Philipps III. älterer Bruder Don Carlos an Wahnsinn gestorben war, war Philipp II. zu dem Schluss gekommen, dass eine der Ursachen für dessen Zustand der Einfluss der zerstrittenen Fraktionen am spanischen Hof gewesen sei. Er glaubte, dass Carlos’ Erziehung dadurch stark beeinträchtigt worden war, was zu seinem Wahnsinn und Ungehorsam führte. Dementsprechend wollte er der Erziehung seiner späteren Söhne viel größere Aufmerksamkeit schenken. Philipp II. ernannte den damaligen Gouverneur von Prinz Diego, Juan de Zéiga, um die Erziehung Philipps fortzusetzen, und wählte Garcia de Loaysa zu seinem Lehrer. Zu ihnen gesellte sich Cristóbal de Moura, ein enger Unterstützer Philipps II. In dieser Konstellation sollte Prinz Philipp eine konsistente, stabile Erziehung geboten und sichergestellt werden, dass er nicht dasselbe Schicksal wie Carlos erleidet. Philipps Erziehung bestand darin, dem von Pater Juan de Mariana vorgegebenen Modell für königliche Fürsten zu folgen, wobei er sich auf die Auferlegung von Einschränkungen konzentrierte, um die Persönlichkeit des Individuums in einem frühen Alter zu formen. Sein Ziel war es, einen König zu erziehen, der weder tyrannisch noch unter starkem Einfluss seiner Höflinge stehen sollte.
Prinz Philip scheint von seinen Zeitgenossen allgemein gemocht worden zu sein: „dynamisch, gutmütig und ernst“, entsprechend fromm, mit einem „lebendigen Körper und einer friedlichen Veranlagung“, wenn auch mit einer relativ schwachen Konstitution. Der Vergleich mit der Erinnerung an den ungehorsamen und letztlich wahnsinnigen Carlos war in der Regel positiv, obwohl einige kommentierten, dass Prinz Philipp weniger intelligent und politisch kompetent erschien als sein verstorbener Bruder. Obwohl Philipp in Latein, Französisch, Portugiesisch und Astronomie ausgebildet wurde und ein kompetenter Linguist war, vermuten jüngere Historiker, dass ein Großteil der Konzentration seiner Lehrer auf Philipps unbestreitbar angenehme, fromme und respektvolle Haltung lag. Abgesehen von den Sprachen, war er in Wirklichkeit nicht besonders intelligent oder akademisch begabt. Dennoch scheint Philipp nicht naiv gewesen zu sein – seine Korrespondenz mit seinen Töchtern zeigt eine ausgeprägte vorsichtige Linie in seinem Ratschlag über den Umgang mit Hofintrigen.
Philipp traf in seinen Jugendjahren den Marquis von Denia, den späteren Herzog von Lerma, und sie wurden enge Freunde. Diese Freundschaft aber wurde vom König und von Philipps Lehrern als nicht förderlich angesehen. Lerma wurde 1595 als Vizekönig nach Valencia entsandt, um Philipp seinem Einfluss zu entziehen. Nachdem aber Lerma auf schlechte Gesundheit plädierte, durfte er zwei Jahre später zurückkehren. Inzwischen selbst in schlechtem Gesundheitszustand, sorgte sich König Philipp II. zunehmend über die Zukunft des Prinzen. Der König versuchte, de Moura weiterhin für des Prinzens Zukunft zu verpflichten und die Position de Loaysas zu stärken, sodass der König ihn zum Erzbischof ernannte. Der Prinz erhielt einen neuen, konservativen dominikanischen Beichtvater. Im folgenden Jahr starb Philipp II. nach einer schmerzhaften Krankheit und überließ das spanische Reich seinem Sohn (und Großneffen), König Philipp III.

## Religion, Philipp und die Rolle der Frauen am Hof
Philipp heiratete seine Cousine 2. Grades Margarete von Österreich am 18. April 1599, ein Jahr nachdem er König geworden war. Margarete, die Schwester des späteren Kaisers Ferdinand II., war eine von drei Frauen an Philipps Hof, die beträchtlichen Einfluss auf den König ausübten. Sie wurde von Zeitgenossen als äußerst fromm, in einigen Fällen als übermäßig fromm und zu stark von der Kirche beeinflusst, bezeichnet. Weiterhin wird sie als „klug und sehr geschickt“ in politischen Angelegenheiten beschrieben, die „melancholisch“ und unglücklich über den Einfluss des Herzogs von Lerma auf ihren Mann am Hof war. Margaret kämpfte bis zu ihrem Tod 1611 mit Lerma um Einfluss am Hof. Philipp hatte eine „liebevolle, enge Beziehung“ zu Margaret und schenkte ihr zusätzliche Aufmerksamkeit, nachdem sie ihm 1605 einen Sohn gebar.
Neben Philipps Großmutter/Tante, Kaiserin Maria, die österreichische Vertreterin am spanischen Hof, bildete auch Margaretha eine kraftvolle, kompromisslose katholische und pro-österreichische Stimme in Philipps Leben. Es gelang ihnen beispielsweise, Philipp davon zu überzeugen, Ferdinand ab 1600 finanziell zu unterstützen. Weiterhin bekam Philipp ständig andere religiöse Berater zur Seite. Pater Juan de Santa María, Beichtvater von Philipps Tochter Maria, wurde von Zeitgenossen als übermäßiger Einfluss auf Philipp am Ende seines Lebens beurteilt. Sowohl ihm als auch Luis de Aliaga, Philipps eigener Beichtvater, wurde zugeschrieben, den Sturz Lermas' im Jahre 1618 beeinflusst zu haben. In ähnlicher Weise wurde auch Mariana de San Jose, eine bevorzugte Nonne von Königin Margarete, für ihren späteren Einfluss auf das Handeln des Königs kritisiert.

## Folgen der Ehe mit Margarete für die Zukunft der Linie Habsburg in Spanien
Philipp III., dessen Eltern schon eng miteinander verwandt waren (Onkel und Nichte), heiratete ebenfalls eine Prinzessin aus der österreichischen Linie des Hauses Habsburg. Der Trend zu Ehen zwischen Mitgliedern der österreichischen bzw. spanischen Linie des Hauses Habsburg setzte sich auch in der folgenden Generation unter Philipp IV. fort. Das hatte vor allem für die spanische Linie des Hauses fatale Folgen. An Karl II., einem Enkel von Philipp III., zeigten sich aufgrund der jahrhundertelangen Inzucht zwischen den beiden Habsburger Linien deutliche Degenerationserscheinungen. Während normalerweise ein Mensch in der fünften Generation 32 Vorfahren hat, waren es durch die innerfamiliären Heiraten lediglich zehn, und sieben seiner acht Urgroßeltern stammten direkt von Johanna der Wahnsinnigen ab (siehe Artikel über Philipp IV.). Mit dem schwer behinderten Karl II. starb im Jahr 1700 die spanische Linie der Habsburger aus. An dieser Entwicklung war auch Philipp III. durch seine innerfamiliäre Heirat mitschuldig.

## Regierungsstil
Die spanische Krone regierte damals durch ein System königlicher Räte. Die bedeutendsten von ihnen waren die Staatsräte und ihr untergeordneter Kriegsrat, die wiederum von den sieben Fachräten für die verschiedenen Regionen und vier Fachräten für die Inquisition, den Militärorden, der Finanzen und der Kreuzzugssteuer unterstützt wurden. In politischer Weise hatte Philipp versucht, die Ernennung von Granden in wichtige Machtpositionen innerhalb seiner Regierung zu vermeiden, um stärker auf die Kleinadligen, den sogenannten „Dienstadel“, zu bauen. Philipp II. hatte das traditionelle System der Räte übernommen und ein hohes Maß an persönlicher Kontrolle auf sie angewandt, insbesondere in Sachen Schreibarbeiten, die er nicht delegieren wollte. Das Ergebnis war ein „schwerfälliger“ Prozess. Für seine Zeitgenossen war der Grad der persönlichen Aufsicht, den er ausübte, übertrieben. Seine „selbst auferlegte Rolle als Oberster des spanischen Imperiums“ wurde nicht für völlig angemessen gehalten. Philipp begann sich schon im Alter von 15 Jahren in der Regierung zu engagieren, als er dem Privatkomitee von Philipp II. beitrat.
Philipps III. Handeln geht offenbar auf drei Hauptfaktoren zurück. Erstens war er stark von den irenischen Ideen beeinflusst, die in italienischen Kreisen als Reaktion auf die neuen humanistischen Regierungstheorien verbreitet wurden – von Machiavelli typisiert. Schriftsteller wie Girolamo Frachetta, der zu einem besonderen Gönner Philipps wurde, hatten eine konservative Definition von „Staatsräson“ propagiert, die sich auf die Ausübung einer fürstlichen Besonnenheit und eines strengen Gehorsams gegenüber den Gesetzen und Gebräuchen des Landes konzentrierte, die von einer Person bestimmt wird. Zweitens mag Philipp Lermas Ansicht geteilt haben, dass sich das Regierungssystem Philipps II. schnell als unpraktisch erwies und den Großadel der Königreiche unnötigerweise ausschloss. Schließlich prägten Philips eigene Persönlichkeit und seine Freundschaft mit Lerma seinen Ansatz in der Politikgestaltung. Das Ergebnis war eine radikale Verschiebung der Rolle der Krone in der Regierung vom Modell Philipps II.

### Herzog von Lerma alsvalido

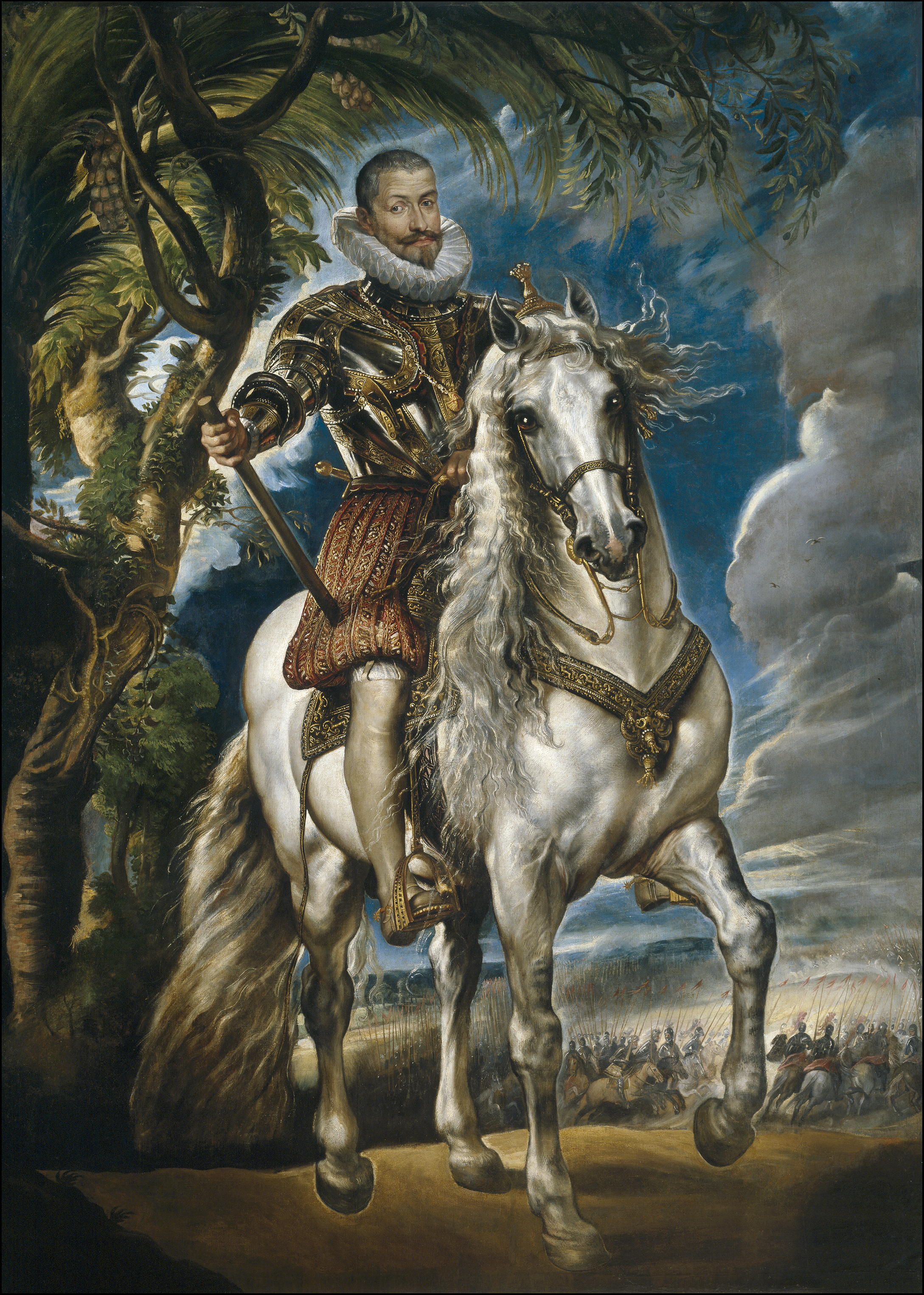
Reitporträt des Herzogs von Lerma

Wenige Stunden nach der Thronbesteigung Philipps war Lerma vom neuen König zum königlichen Ratgeber ernannt worden und hatte sich als vollwertiger Valido oder königlicher Favorit etabliert. Lerma, der zu gegebener Zeit zum Herzog erklärt wurde, positionierte sich als „Mittler zum König“. Alle Mitglieder der königlichen Räte standen unter dem Befehl, vollständige Transparenz mit Lerma als persönlichem Vertreter des Königs zu wahren. Tatsächlich befahl Philipp den Räten 1612, Lerma zu gehorchen, als wäre Lerma selbst der König. Inwieweit Lerma selbst eine aktive Rolle in der Regierung spielte, ist umstritten. Zeitgenossen waren geneigt, Lermas Einfluss bei jeder Regierungsaktion zu sehen; andere haben seitdem gedacht, Lerma habe „weder das Temperament noch die Energie“, sich den Handlungen der Regierung stark aufzuzwingen. Wieder andere sind der Ansicht, dass Lerma nur an den Staatsräten teilgenommen hat, die sich mit Angelegenheiten befassten, die für den König von großer Bedeutung waren und einen Raum für eine breitere Professionalisierung der Regierung schufen, die unter Philipp II. gefehlt hatte.
Dieses neue Regierungssystem wurde sehr schnell immer unbeliebter. Die neue Idee, dass die Macht von einem valido ausgeübt wird, widerlief der langjährigen populären Vorstellung, dass der König seine Macht persönlich ausüben sollte und nicht durch einen anderen. Bald war der Apparat der spanischen Regierung mit Lermas Verwandten, Lermas Dienern und Lermas politischen Freunden unter dem Ausschluss anderer Personen überfüllt. Lerma reagierte, indem er seine öffentliche Teilhabe an der Politik weiter einschränkte und ständig betonte, dass er demütig nur im Namen seines Königs Philipp III. arbeitete.

### Kaiserliche Statthalter
In den Niederlanden hatte sein Vater Philipp II. seine Gebiete seiner Tochter Isabella von Spanien und ihrem Ehemann, Erzherzog Albrecht, vermacht, unter der Bedingung, dass die Provinz, wenn die beiden ohne Erben starben, zur spanischen Krone zurückkehren würde. Da Isabella notorisch kinderlos war, war klar, dass dies nur eine vorübergehende Maßnahme sein sollte. Somit würden Philipps Interessen in den Niederlanden durch den willensstarken Erzherzog ausgeübt werden, aber in dem Wissen, dass die spanischen Niederlande schließlich zu ihm als König zurückkehren würden. Unterdessen sollte der in Italien geborene Ambrosio Spinola eine entscheidende Rolle als spanischer General in der Armee Flanderns spielen. Nachdem Spinola sein militärisches Können bei der Belagerung von Ostende 1603 unter Beweis gestellt hatte, begann er schnell, eine Politik vorzuschlagen, dass auch militärische Siege ohne zentrale Finanzierung aus Spanien und unabhängig von den Zentralräten in Madrid erreicht werden könnten. Lerma war sich nicht sicher, wie er mit Spinola umgehen sollte; auf der einen Seite brauchte Lerma dringend einen erfolgreichen Militärkommandanten in den Niederlanden – auf der anderen Seite verachtete Lerma die relativ niedrige Herkunft Spinolas und fürchtete um seine Macht, Lerma am Hof zu schwächen. In den Jahren vor Kriegsausbruch 1618 arbeitete Spinola daran, einen Plan zu erarbeiten, um die Niederländer endlich zu besiegen. Mit einer Intervention im Rheinland, gefolgt von neuen Feindseligkeiten, zielte er darauf ab, die Niederländer in zwei Teile zu zersplittern. Spinola, damals als „Spinne im Netz“ beschrieben, arbeitete ohne nennenswerte Rücksprache mit Philipp in Madrid.

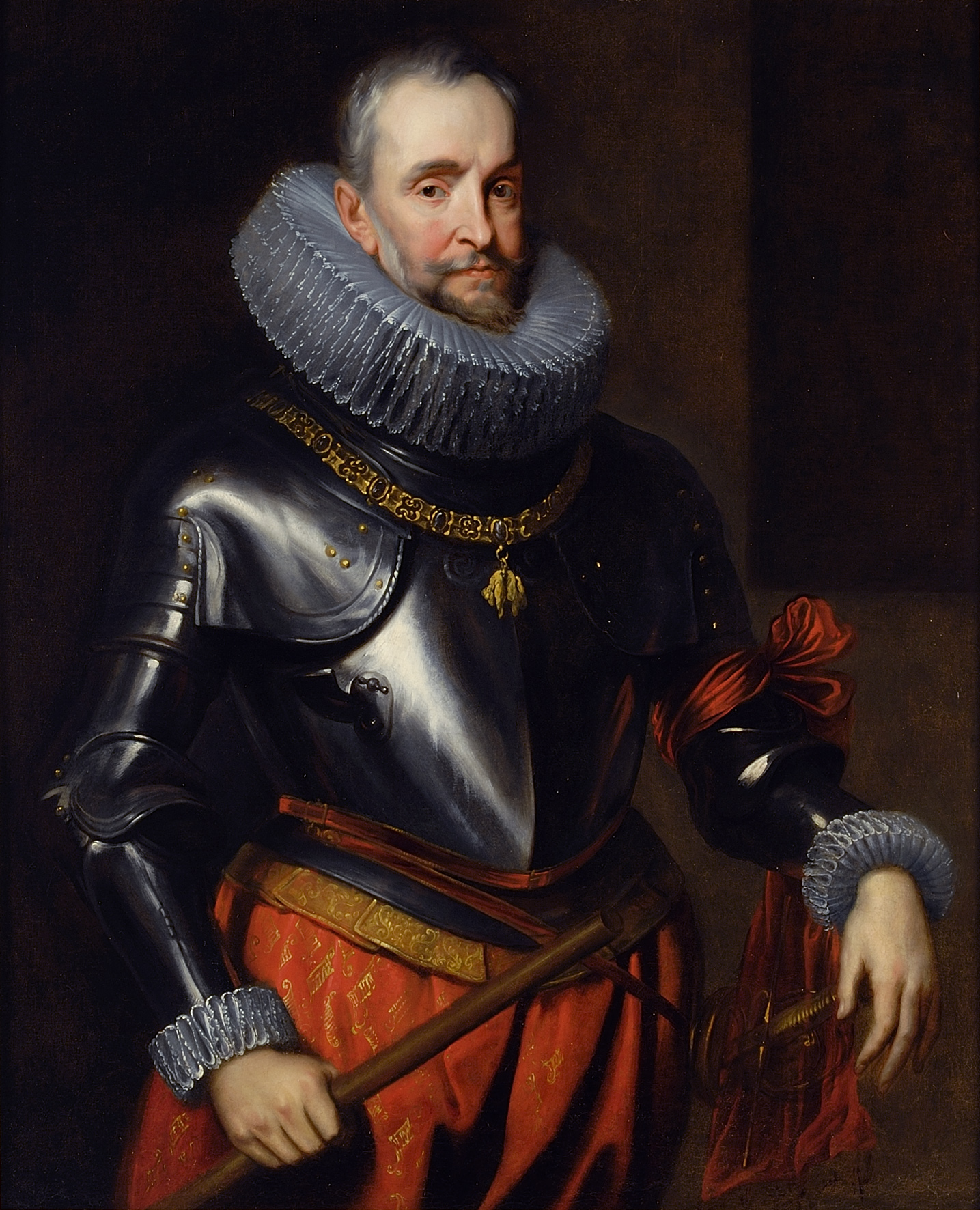
Ambrosio Spinola

In Italien kam es zu einer gleichen Situation. Der Graf von Fuentes, als Gouverneur der Lombardei, nutzte den Mangel an Führung aus Madrid, um seine eigene hoch interventionistische Politik in ganz Norditalien zu verfolgen, einschließlich der Unterstützung des Papsttums durch den Einmarsch in die venezianische Republik im Jahre 1607 ohne die Zustimmung Spaniens. Fuentes blieb an der Macht und verfolgte seine eigene Politik bis zu seinem Tod. Der Herzog von Osuna, der als enger Verbündeter Lermas in die Familie Sandoval geheiratet hatte, zeigte sich gegen Ende der Regierungszeit von Philipp erneut als Vizekönig von Neapel in großer Unabhängigkeit. In Zusammenarbeit mit dem spanischen Botschafter in Venedig, dem einflussreichen Marquis von Bedmar, verfolgte Osuna eine Politik des Aufbaus einer umfangreichen Armee, des Einschneidens der venezianischen Schifffahrt und der Erhebung ausreichend hoher Steuern, so dass die Gefahr einer Revolte zu entstehen begann. Um die Dinge noch zu verschlimmern, wurde festgestellt, dass Osuna die lokalen Neapolitaner daran gehindert hat, sich bei Philipp III. über ihn zu beschweren. Osuna fiel erst von der Macht, als Lerma seine königliche Gunst verloren hatte, und Osunas negative Auswirkungen auf Philipps Interventionspläne in Deutschland unerträglich geworden waren.

### Der Fall Lermas
Je größer die Machtfülle wurde, die er in seiner Person vereinigte (z. B. erwarb er im März 1608 von der spanischen Krone zum Preis von 5,48 Millionen Maravedis die Grundherrschaft (señorio) über mehr als 300 Orte in der Umgebung von Lerma), desto größer wurde auch die Zahl seiner Feinde. Deren wichtigster war Gaspar de Guzmán, Graf von Olivares, später Herzog von Sanlúcar, der als „Herzog von Olivares“ in die spanisch-europäische Geschichte eingehen sollte. Seit 1613, als seine Position am spanischen Königshof bereits geschwächt war, versuchte der Herzog von Lerma selber den Kardinalspurpur zu erringen; er war jedoch erst im Jahr 1618 erfolgreich und wurde zum Kardinalpriester der Titelkirche San Sisto ernannt. Damit einher ging sein Rückzug aus der Politik. Die letzten Jahre seines Lebens verbrachte er zurückgezogen in Valladolid, jedoch nicht ohne Zwistigkeiten mit Olivares und König Philipp IV.

## Innenpolitik
Philipp III. erbte ein Reich, welches von seinem Vater erheblich vergrößert worden war. Auf der Halbinsel selbst hatte Philipp II. Portugal 1580 erfolgreich erworben. In ganz Europa, trotz der anhaltenden niederländischen Revolte, schienen die spanische Besitzungen in Italien und entlang der spanischen Straße sicher. Nicht nur die Verbindung der kastilischen und portugiesischen Kolonialgebieten in Amerika führten zu einer unvergleichlichen Reichweite eines spanischen Herrschers, sondern auch die Gebiete in Asien und Afrika trugen dazu bei. Die Herausforderung für einen solchen Herrscher bestand darin, dass diese Gebiete in der Realität getrennte Körperschaften waren, d. h. verschiedene Einheiten, die durch die „supraterritorialen“ königlichen Institutionen der spanischen Krone miteinander verbunden waren und den kastilischen Adel als herrschende Kaste nutzten. Selbst innerhalb der Halbinsel regierte Philipp die Königreiche Kastilien, Aragon, Valencia und Portugal, die autonomen Provinzen Katalonien und Andalusien – alle nur lose durch die Institution der kastilischen Monarchie und die Person Philipps III. verbunden. Jeder Teil hatte unterschiedliche Steuern, Privilegien und militärische Regelungen. In der Praxis war das Steuerniveau in vielen der periphereren Provinzen geringer als in Kastilien, aber die privilegierte Stellung des kastilischen Adels war ein strittiges Thema für die benachteiligten Provinzen.

### Vertreibung der Morisken

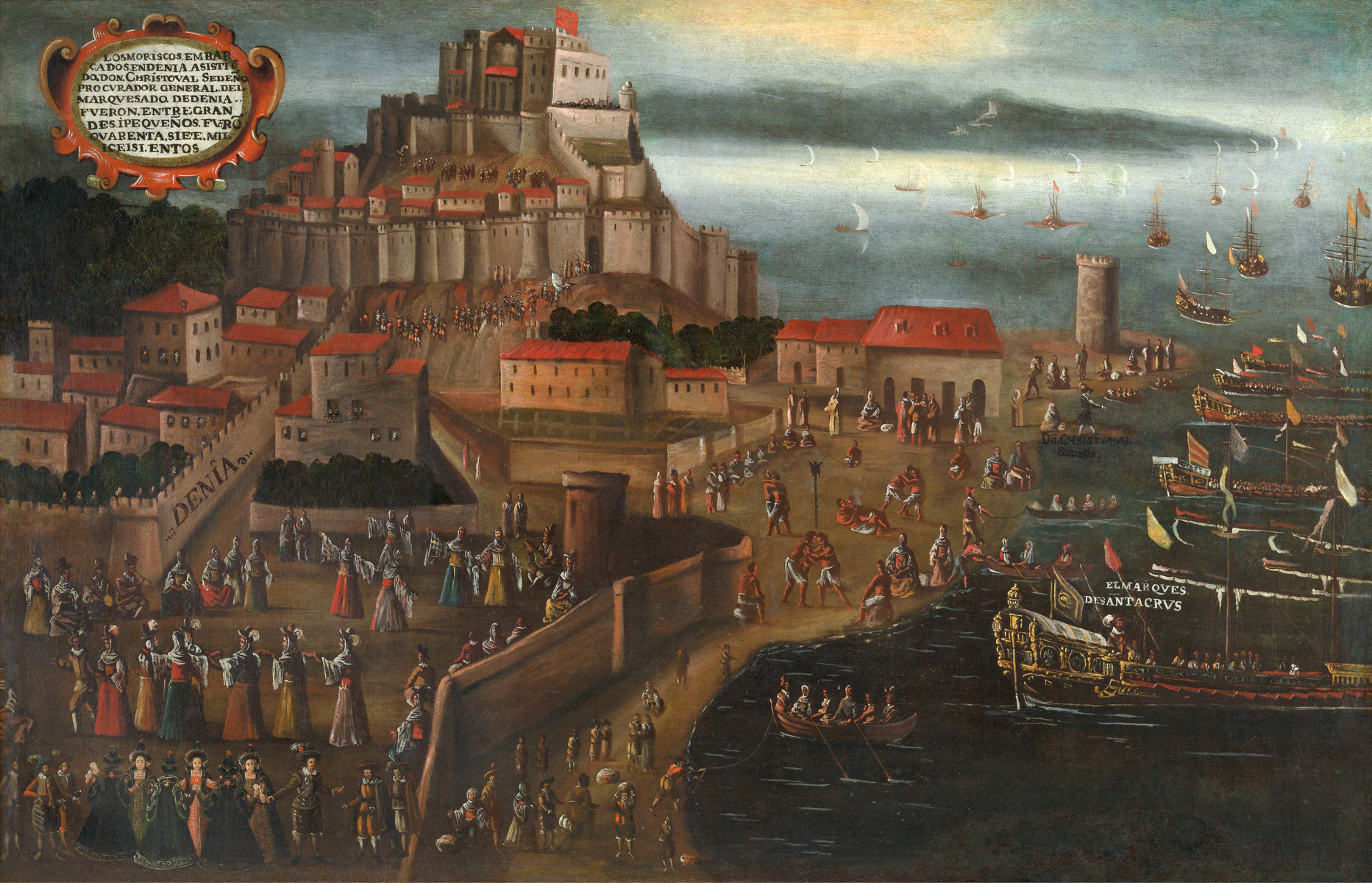
Vertreibung der Morisken im Hafen von Dénia, von Vincente Mostre

Eine der ersten innerstaatlichen Änderungen Philipps war der Erlass eines Dekrets im Jahre 1609 über die Vertreibung der Morisken aus Spanien, das zeitlich mit der Erklärung eines Waffenstillstands im Krieg für die Niederlande zusammenfiel. Die Morisken waren die Nachkommen jener Muslime, die während der Reconquista der vergangenen Jahrhunderte zum Christentum konvertiert waren. Trotz ihrer Bekehrung behielten sie ihre unverwechselbare Kultur, einschließlich vieler islamischer Praktiken bei. Philipp II. hatte die Beseitigung der Bedrohung durch die Morisken zu einem wichtigen Teil seiner innenpolitischen Strategie im Süden gemacht und in den 1560er Jahren eine Assimilationskampagne versucht, die zu einer Revolte führte, welche 1570 endete. In den letzten Jahren seiner Herrschaft bemühte sich Philipps Vater um die Konvertierung und Assimilierung der Morisken. Mit fast 200.000 Personen allein im Süden Spaniens war in den ersten Jahren des neuen Jahrhunderts klar, dass diese Politik scheiterte.
Die Idee, Spanien vollständig von den Morisken zu befreien, wurde von Juan de Ribera, dem Erzbischof und Vizekönig von Valencia, vorgeschlagen, dessen Ansichten bei Philipp III. auf große Zustimmung stießen. Philipps späteres Dekret, Minderheiten, die über 800 Jahre in Spanien gelebt hatte und sich angepasst haben, zu vertreiben, beruhte weniger auf doktrinären als auf finanziellen Erwägungen. Der „Wohlstand“ der Morisken führte zu Eifersucht und Groll bei anderen Christen in Spanien, insbesondere in Valencia. Finanziell profitierte die königliche Schatzkammer, indem sie das Vermögen der Morisken beschlagnahmte. Die Schätzungen schwanken leicht, aber zwischen etwa 275.000 und über 300.000 Morisken wurden zwischen 1609 und 1614 aus Spanien vertrieben. Um dies zu erreichen, wurden die Armada oder Marine, und 30.000 Soldaten mit der Mission mobilisiert, die Familien nach Tunis oder Marokko zu transportieren. Philipp intervenierte in die problematische Entscheidung, was mit den Kindern der Morisken zu tun ist. Sollten sie sie in islamische Länder gebracht werden, wo sie als Muslime aufwachsen würden oder in Spanien bleiben? Philipp ordnete an, dass Kinder unter sieben Jahren nicht in islamische Länder gebracht werden könnten, aber dass alle Kinder, die in Valencia blieben, frei von der Gefahr der Versklavung sein sollten.
Obwohl diese Maßnahme zu dieser Zeit auf große Zustimmung stieß, hat sie die Volkswirtschaften des Königreichs Valencia, Aragon und Murcia erheblich geschädigt. Das Angebot an günstigen Arbeitskräften und die Zahl der mietzahlenden Besitzer in diesen Gebieten gingen ebenso stark zurück wie die landwirtschaftlichen Produktionen. Der Anbau von Zuckerrohr und Reis musste durch weiße Maulbeeren, Wein und Weizen ersetzt werden.

### Wirtschaftlicher Niedergang und gescheiterte Reform

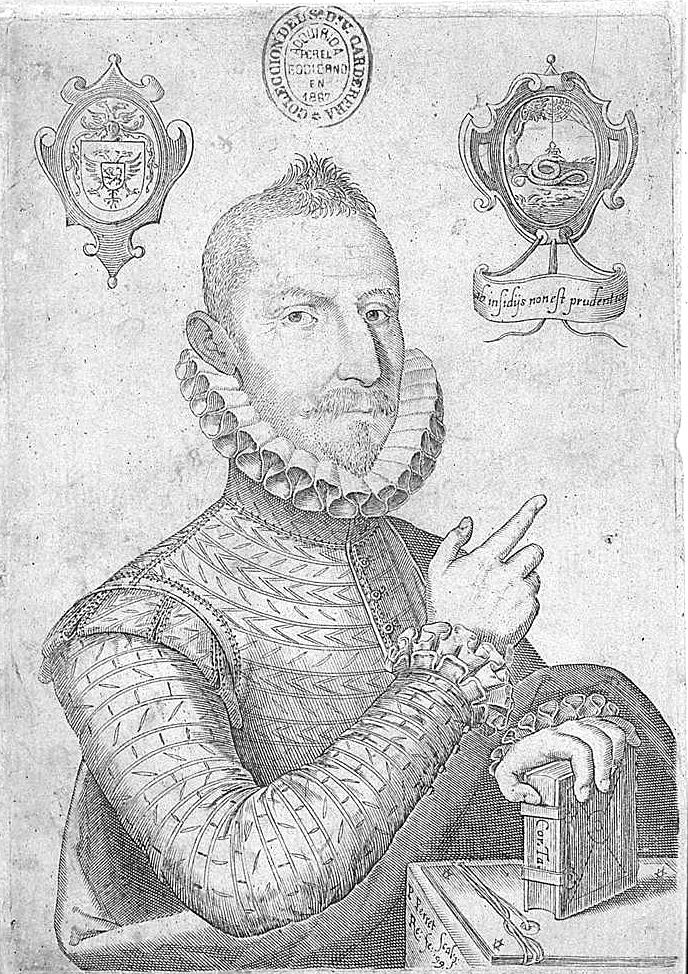
Mateo Alemén, ein Romancier aus der frühen Neuzeit

Die Regierungszeit Philipps III. war von erheblichen wirtschaftlichen Problemen in ganz Spanien geprägt. In den 1590er Jahren grassierte durch eine Reihe von schlechten Ernten eine Hungersnot und von 1599 bis 1600 (und noch mehrere Jahre danach) gab es einen schrecklichen Ausbruch der Beulenpest in ganz Spanien, die mehr als 10 % der Bevölkerung tötete. Mateo Alemén, einer der ersten modernen Romanautoren in Europa, hielt die verzweifelte Stimmung, die das Land erfasste, in dieser Zeit fest und beschrieb sie als „die Pest, die von Kastilien herabkam, und die Hungersnot, die aus Andalusien aufstieg“. Während die landwirtschaftlichen Gebiete von den gescheiterten Ernten am stärksten betroffen waren, dezimierten die Plagen die städtische Bevölkerung am stärksten. Somit sank die Nachfrage nach Industriegütern und die Wirtschaft wurde immer weiter geschwächt. Das Ergebnis war ein wirtschaftlich geschwächtes Spanien mit einem raschen Bevölkerungsrückgang.
Finanziell sah Philipps Situation nicht viel besser aus. Er hatte riesige Schulden von seinem Vater, Philipp II. geerbt. Auch die wenig hilfreiche Tradition, dass das Königreich Kastilien die Hauptlast der königlichen Besteuerung trug (Kastilien trug bis 1616 65 % der gesamten königlichen Kosten), verbesserte diesen Zustand nicht. Philipp III. erhielt kein Geld von den cortes oder Parlamenten von Aragon, den baskischen Provinzen oder Portugal – Valencia hingegen leistete 1604 nur einen Beitrag. Philipp stellte diese Situation nicht offen in Frage, sondern geriet in immer stärkere Abhängigkeit zu den kastilischen cortes.

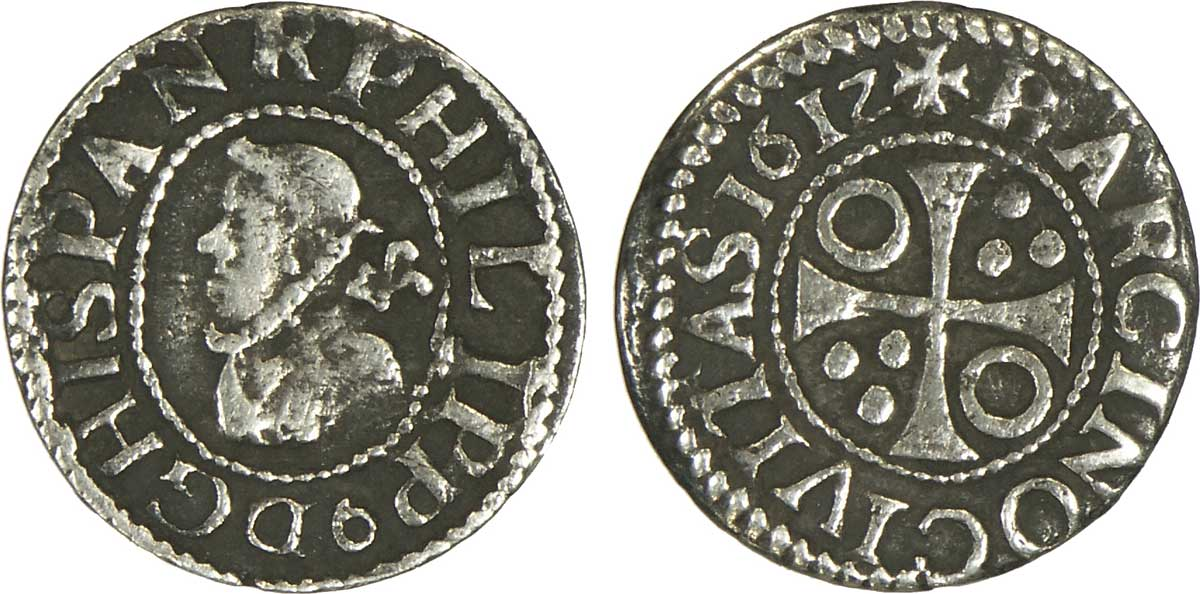
Münze mit dem Bildnis Philipps III.

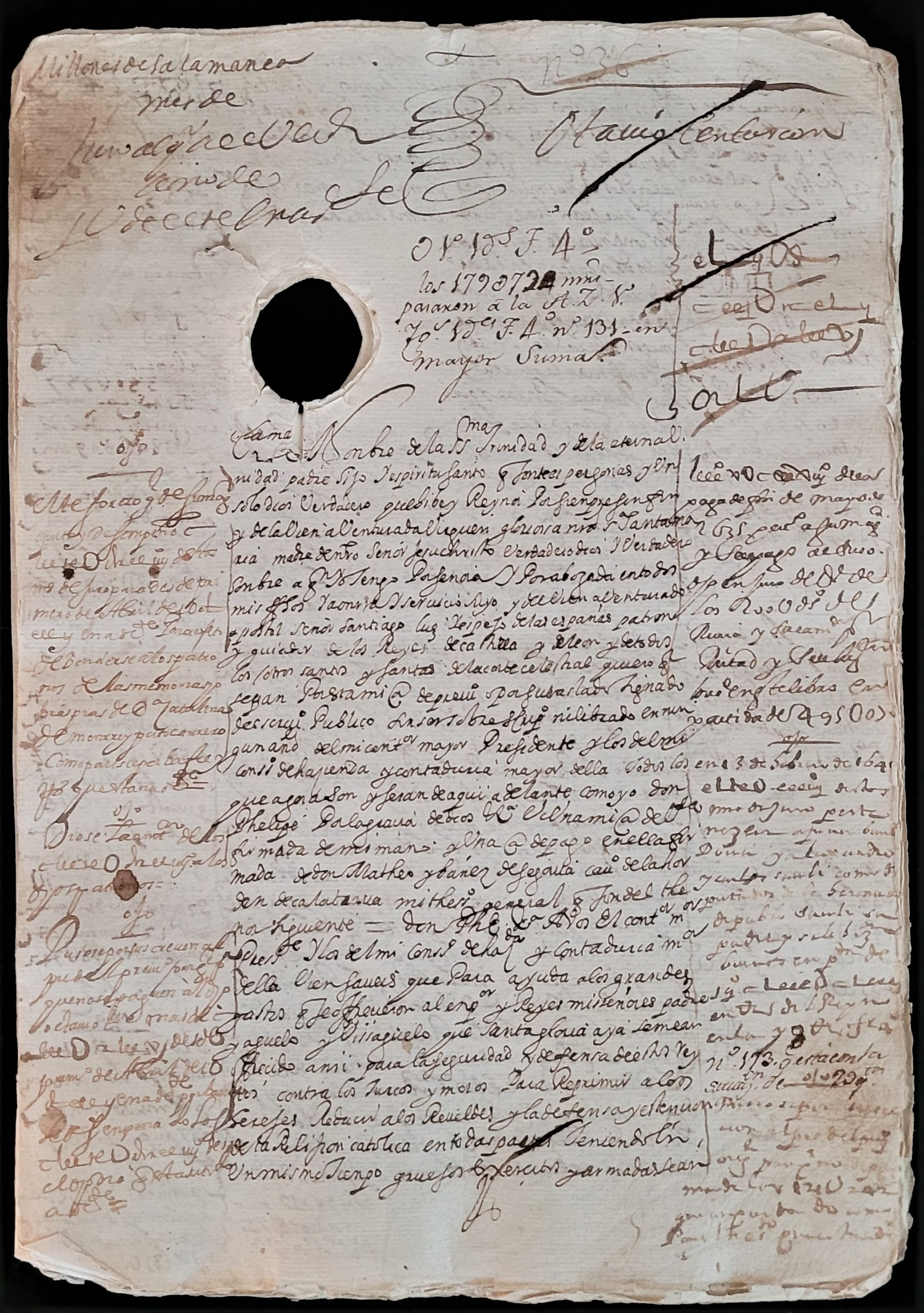
Kreditvertrag zwischen Philipp III. und dem Genueser Bankier Octavio Centurión, ca. 1613

Philipps und Lermas Versuche, diese Krise zu lösen, scheiterten weitgehend. Philips eigene Haushaltskosten stiegen in einer Zeit sinkenden Einkommens enorm an. Seine Versuche, eine neue Währung einzuführen scheiterten, da diese sehr instabil war. Die Kosten der niederländischen Unternehmungen führten 1607 zu Philipps Bankrott. Der Versuch der Krone, dieses Problem durch Juros-Anleihen zu lösen, brachten nur kurzfristigen Vorteil. 1618 wurden fast alle Einnahmen der Krone von Philipp direkt seinen verschiedenen Gläubigern weitergegeben, sodass er fast keine finanziellen Spielräume mehr hatte. Der spanische Staat war unter Philipp II. von genuesischen Bankern und Kreditgebern beherrscht worden, deren Kreditlinien es dem spanischen Staat ermöglicht hatten, in den Momenten der Finanzkrise weiterzuarbeiten. Unter Philipp III. lief dieser Prozess unkontrolliert weiter und es baute sich ein erheblicher Groll gegen diesen ausländischen Einfluss auf. Einige davon gingen sogar so weit, die Banker als „weiße Moore“ zu bezeichnen.
Trotz dieser Krise gab es während des größten Teils von Philipps Regierungszeit keinen nennenswerten Reformversuch. Er regierte weiterhin im Einklang mit den lokalen Gesetzen und Gebräuchen. Philipp förderte die Konsolidierung von Adelsgütern und verkaufte große Mengen Kronland an bevorzugte Adlige und Gläubiger. Es gab keine Versuche, ein Äquivalent zum französischen intendant zu schaffen – ähnlich dem corregidor – da die starken Verbindungen zur Krone, die erforderlich waren, um den lokalen Widerstand zu überwinden, fehlten. Erst in Philipps letzten Jahren begann die Reform an Dynamik zu gewinnen. In Lermas letzten Monaten im Jahre 1618 wurde ein Reformkomitee (Junta de Reformación) gegründet.

## Außenpolitik

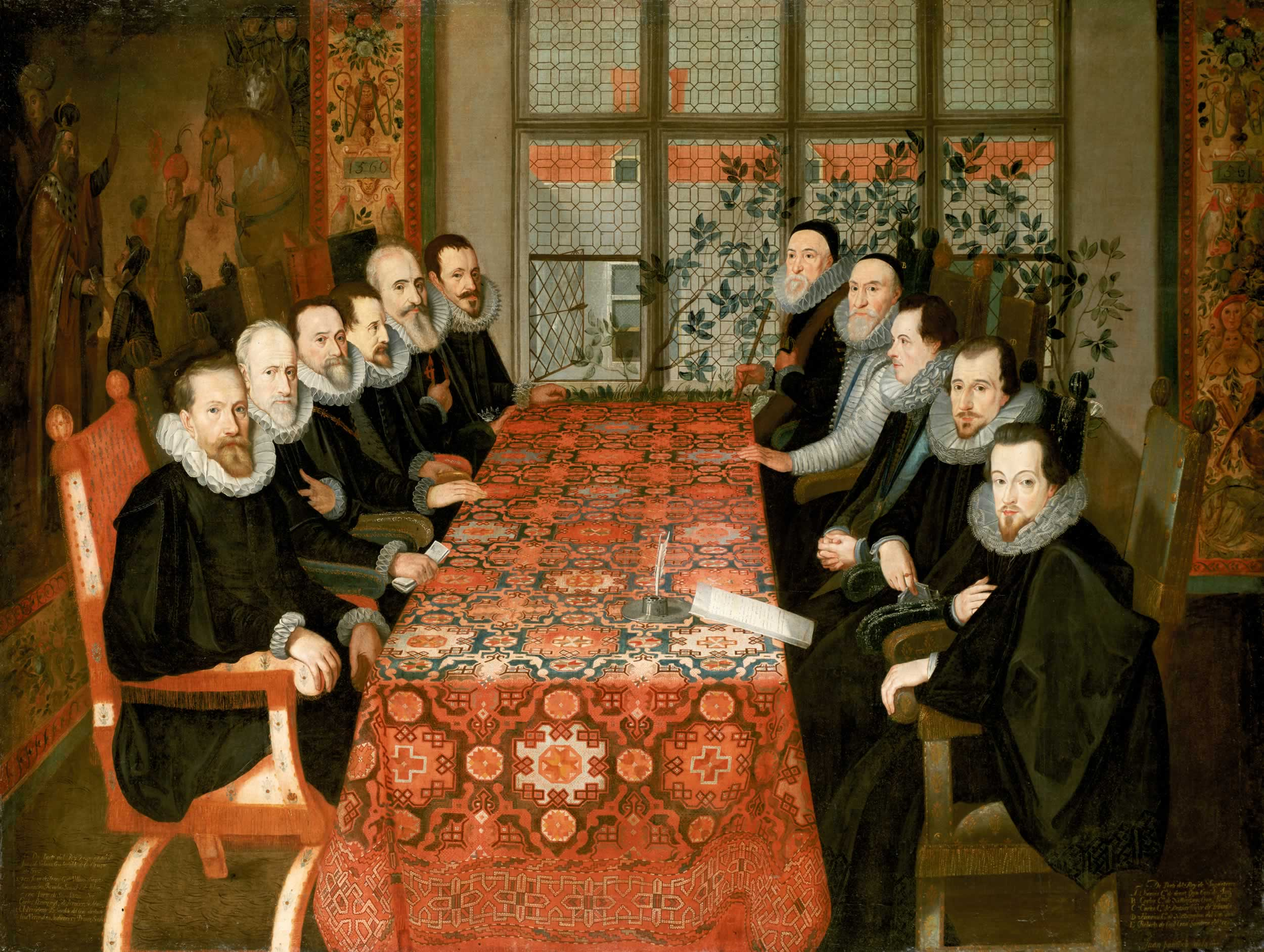
Die Somerset-House-Konferenz zwischen englischen und spanischen Diplomaten

Bei seiner Krönung erbte Philipp zwei große Konflikte von seinem Vater. Der erste davon war der lang andauernde Spanisch-Niederländische Krieg, welcher eine ernsthafte Herausforderung für die spanische Macht der protestantischen Vereinigten Provinzen in einem entscheidenden Teil des spanischen Reiches darstellte. Der zweite, der Englisch-Spanische Krieg, war ein neuerer und weniger kritischer Konflikt mit dem protestantischen England. Dieser war vor allem durch ein spanisches Scheitern gekennzeichnet, da Spanien seine riesigen militärischen Mittel nicht erfolgreich gegen das kleinere englische Militär einzusetzen vermochte.
Philipps eigene Außenpolitik lässt sich in drei Phasen unterteilen. In den ersten neun Jahren seiner Regierungszeit verfolgte er eine sehr aggressive Politik, die einen „großen Sieg“ anstrebte. Seine Anweisungen an Lerma, einen Krieg mit „Blut und Eisen“ über seine rebellischen Untertanen in den Niederlanden zu führen, spiegeln dies wider. Nach 1609, als sich herausstellte, dass Spanien finanziell erschöpft war und Philipp einen Waffenstillstand mit den Holländern anstrebte, folgte eine Zeit des Sparens. Im Hintergrund wuchsen die Spannungen jedoch weiter, und 1618 stand die Politik von Philipps „Statthaltern“ – Männer wie Spinola, Fuentes, Villafranca, Osuna und Bedmar – zunehmend im Widerspruch zu Lermas Politik aus Madrid. Die letzte Periode, in der Philipp in die Belange des Heiligen Römischen Reichs eingriff, um die Wahl Ferdinands II. zum Kaiser zu sichern und in Vorbereitungen eines neuen Konflikts mit den Niederländern, fand weitgehend nach dem Fall Lermas und dem Aufstieg einer neuen, aggressiveren Gruppe von Beratern am Madrider Hof statt.

### Krieg mit den Holländern, England und der Waffenstillstand von 1609–21

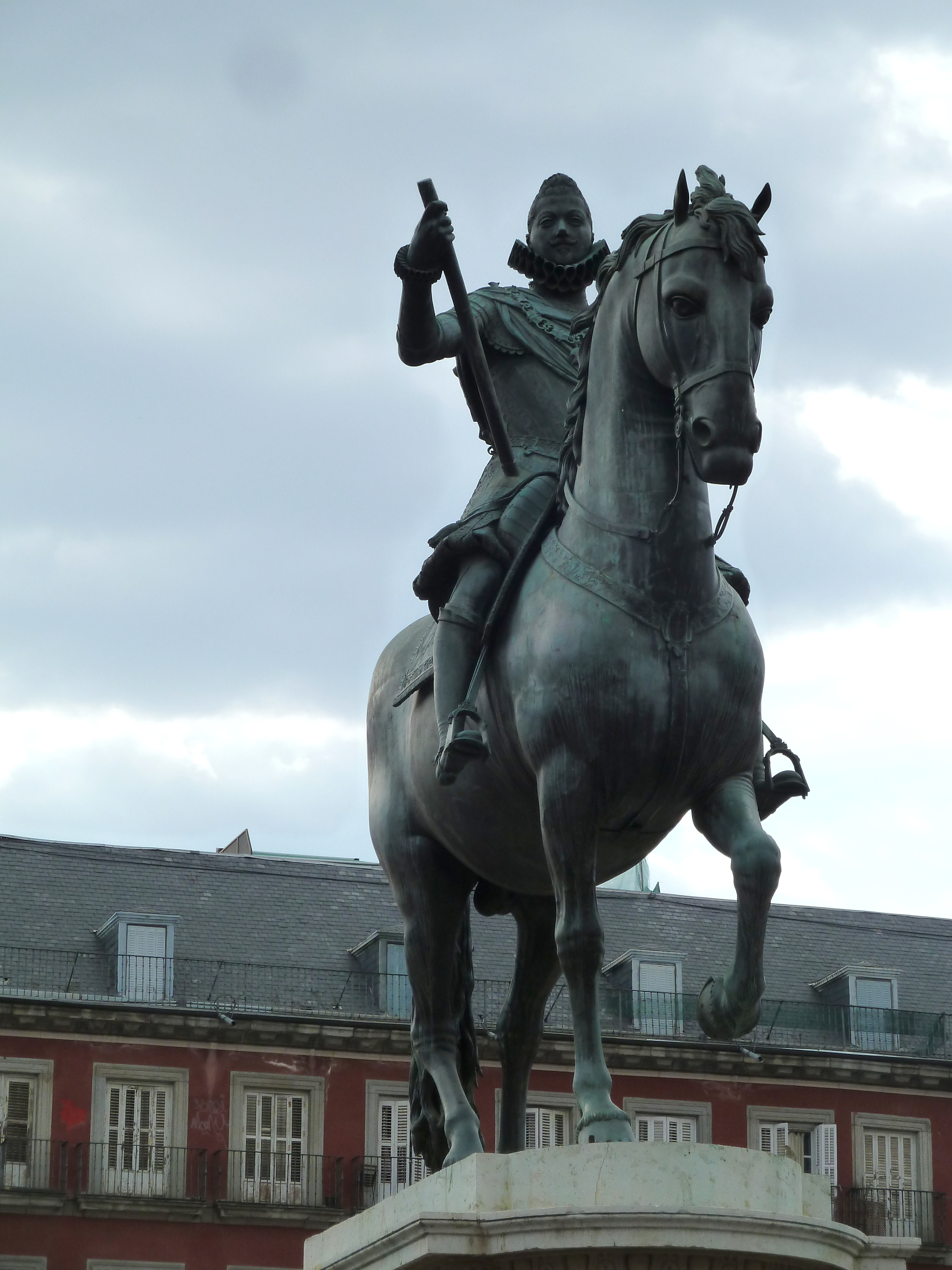
Statue von Philipp III von Spanien auf der Plaza Mayor von Madrid

Philipps ursprüngliches Ziel war es, einen entscheidenden „großen Sieg“ im langen Krieg gegen die rebellischen niederländischen Provinzen der spanischen Niederlande zu erzielen. Er übte dabei erneut Druck auf die englische Regierung von Königin Elisabeth I. aus, um die englische Unterstützung für ihre niederländischen Verbündeten zu beenden. Die spanische Armada, welche in den 1590er Jahren wieder aufgebaut wurde, blieb eine wirksame Waffe gegen die Engländer. Aber nach dem Scheitern der spanischen Invasion in Irland (Niederlage in der Schlacht von Kinsale) akzeptierte Philipp widerwillig die Beendigung weiterer Angriffe auf England. In den Niederlanden führte eine neue Kriegsstrategie zur Wiederherstellung der spanischen Macht auf der Nordseite der großen Flüsse Maas und Rhein, was den militärischen Druck auf die Rebellenprovinzen verstärkte. Die Strategie eines „großen Sieges“ begann jedoch in einen finanziellen Zermürbungskrieg abzusinken. Die südlichen Niederlande – immer noch unter spanischer Kontrolle – und die von calvinistischen Protestanten dominierte Niederländische Republik im Norden waren erschöpft. Nach der Finanzkrise von 1607 war auch Spanien nicht in der Lage, den Krieg fortzusetzen. Philipp III. wandte sich stattdessen den Friedensverhandlungen zu. Mit der Thronbesteigung von Jakob I. von England wurde es mit der Unterzeichnung des Vertrags von London im Jahre 1604 möglich, sowohl den Krieg als auch die englische Unterstützung für die Holländer zu beenden.
1609 folgte der zwölfjährige Waffenstillstand mit den Niederländern, der es den südlichen Niederlanden ermöglichte, sich zu erholen. Dieser Waffenstillstand war aber de facto eine Anerkennung der Unabhängigkeit der Niederländischen Republik. Bald darauf knüpften viele europäische Mächte diplomatische Beziehungen zu den Niederlanden. Der Waffenstillstand stoppte nicht die kommerzielle und koloniale Expansion der Holländer in die Karibik und Ostindien, obwohl Spanien versucht hatte, die Liquidierung der Niederländischen Ostindien-Kompanie als vertragliche Bedingung durchzusetzen. Kleinere Zugeständnisse der Niederländischen Republik waren die Abschaffung des Plans, eine niederländische Westindien-Kompanie zu gründen und die Schikanen der Portugiesen in Asien zu stoppen. Beide Zugeständnisse waren vorübergehend, da die Niederländer bald wieder mit portugiesischen Interessen zu kämpfen hatten, die bereits 1602 zum Niederländisch-Portugiesischen Krieg geführt hatten und bis 1654 anhielten. Zumindest mit dem Frieden in Europa gab der zwölfjährige Waffenstillstand dem Regime Philipps die Gelegenheit, seine finanzielle Lage wiederherzustellen.

### Eintritt in den Dreißigjährigen Krieg
In den letzten Jahren der Herrschaft Philipps trat Spanien in den ersten Teil des Konflikts ein, der als Dreißigjähriger Krieg (1618–48) bekannt wurde. Das Ergebnis war ein entscheidender spanischer Sieg im Heiligen Römischen Reich, der kurz nach Philipps Tod zu einer Wiederaufnahme des Krieges mit den Niederländern führen sollte. Europa erwartete eine Neuwahl der Position des Kaisers nach dem wahrscheinlichen Tod des erbenlosen Matthias. Spanien und Österreichs gemeinsame habsburgische Abstammung beeinflussten Spaniens Engagement in der verworrenen Reichspolitik: Einerseits hatte Philipp ein ureigenes Interesse am Erfolg seines Cousins Ferdinand von Böhmen, der Matthias auf den Thron folgen wollte; auf der anderen Seite hatte Philipp die Hoffnung, ein Mitglied seiner eigenen Familie, wie Prinz Philipp, auf den Kaiserthron zu heben. Er befürchtete aber, dass ein scheitern Ferdinands das kollektive Habsburger Prestige schmälern könnte.
Prinz Philipp war aber für die Position des Kaisers vom deutschen Adel zurückgewiesen worden und sein Vater positionierte sich nun für Ferdinand. Philipp war auch im Laufe der Jahre zunehmend von der ersten Königin Margaretha und später von den anderen, mächtigen Habsburgerinnen am Hofe beeinflusst worden, die auch die Zukunft Spaniens als Teil einer starken Allianz mit einem Heiligen Römischen Reich der Habsburger betrachteten. Schließlich appellierte Ferdinand mit dem Vertrag vom 29. Juli 1617 erfolgreich an Philipps Eigeninteresse, indem er Spanien Elsass als Gegenleistung für die spanische Unterstützung für seine Wahl versprach.

Die Schlacht am Weißen Berg, 1620, ein Triumph für die spätere Außenpolitik von Philipp III.

In Ferdinands Königreich Böhmen brach 1618/19 eine Krise zwischen katholischen und protestantischen Fraktionen aus. Ferdinand bat Spanien um Hilfe, um die Rebellion niederzuschlagen. Die protestantischen Rebellen wandten sich Friedrich V. von der Pfalz als neuem Herrscher und König zu. Die Situation im Reich war in vielerlei Hinsicht vielversprechend für die spanische Strategie; in den spanischen Niederlanden hatte Ambrosio Spinola ein Komplott geschmiedet, um eine Gelegenheit zu finden, mit der Armee von Flandern in das Kurfürstentum der Pfalz einzugreifen. Die Pfalz war eine vitale, protestantische Gruppe von Gebieten entlang des Rheins, die den offensichtlichsten Weg für Verstärkungen aus anderen spanischen Gebieten bewachten, um in die rebellischen niederländischen Provinzen (durch Genua) zu gelangen. Frankreich, das Friedrich gegen Ferdinand unterstützen sollte, war in der Tat geneigt, neutral zu bleiben. Die spanischen Truppen unter Spinola in der Pfalz und Johann T’Serclaes von Tilly in Böhmen, erkämpften sich 1620 in der Schlacht am Weißen Berg einen entscheidenden Sieg gegen die Tschechen. Da die Niederländer nun anfällig für einen Angriff über das Rheintal sind, schien ein neuer Krieg gegen die Provinzen mit dem Ziel, die Niederländer zu einem geeigneteren dauerhaften Frieden zu zwingen, unausweichlich. Philipp starb 1621 kurz vor Kriegsbeginn – sein Sohn Philipp IV. behielt seinen wichtigsten außenpolitischen Berater, de Zéiga, und im selben Jahr begann eine zunächst sehr erfolgreiche Kampagne gegen die Niederländer.

## Kolonialpolitik in Chile
In Amerika erbte Philipp eine schwierige Lage in Chile, wo der Arauco-Krieg tobte und die lokale Mapuche sieben spanische Städte (1598–1604) verwüsteten. Eine Schätzung von Alonso González de Nájera bezifferte die Zahl der getöteten spanischen Siedler auf 3000 sowie 500 spanische Frauen, die von Mapuche in Gefangenschaft genommen wurden. Als Vergeltung wurde das Verbot der Versklavung kriegsgefangener Indianer von Philipp 1608 aufgehoben, wodurch sich über viele Jahrzehnte Sklavenjagden im Grenz- und Indianergebiet etablierten und Chile die einzige Region im amerikanischen Kolonialreich wurde, wo auf legale Weise aktiv Sklaven gewonnen werden konnten. Die Regelung wurde sehr weit ausgelegt, um auch die Versklavung von Indigenen zu rechtfertigen, die nie unter spanischer Herrschaft gestanden hatten und rechtmäßig versklavt werden konnten, nur weil sie sich gegen die Sklavenjäger zur Wehr setzten und damit als kriegerisch galten.
Der Jesuitenmissionar Luis de Valdivia glaubte, dass die Mapuche nur dann freiwillig zum Christentum bekehrt werden könnten, wenn es Frieden gäbe. Um die Feindseligkeiten zu verringern, schlug Valdivia in einem Brief an Philipp einen Verteidigungskrieg vor. Der König unterstützte die Idee und erließ 1612 ein Dekret, das den Verteidigungskrieg als offizielle Politik begründete. Als der Verteidigungskrieg zwischen Spanien und Mapuche in Gang kam, dauerte der Krieg schon 70 Jahre.
Diese Politik war nicht ohne Kritik. Maestre de campo und corregidor von Concepción Santiago de Tesillo behauptete, der Verteidigungskrieg gebe den Mapuche eine dringend benötigte Atempause, um ihre Truppen aufzufüllen, was verhindert werden müsse. Die Real Audiencia von Chile meinte in den 1650er Jahren, dass die Sklaverei der Mapuches einer der Gründe für den ständigen Kriegszustand zwischen den Spaniern und den Mapuche sei.

## Tod
Philipp III. starb am 31. März 1621 in Madrid 42-jährig nach 23 Regierungsjahren, nachdem er bereits seit längerer Zeit gesundheitlich angeschlagen gewesen war. Er wurde im Pantheon der Könige des Klosters El Escorial bestattet. Die Krone übernahm als neuer König sein Sohn Philipp IV. Er begann sofort den Prozess zur Entfernung der letzten Spuren der Sandoval-Familie am Hof. Die Geschichte, die in den Memoiren des französischen Botschafters Bassompierre erzählt wird, lautet, dass Philipp III. durch die Hitze eines Braseros (eine Pfanne mit heißer Holzkohle) getötet wurde. Grund hierfür sei, dass der dafür zuständige Beamte, nicht zur Hand war, um die Pfanne rechtzeitig zu entfernen. Dies ist eine humorvolle Übertreibung über die Etikette am Hofe.

## Nachkommen
Am 18. April 1599 heiratete Philipp in Valencia seine Cousine zweiten Grades Margarete von Österreich, eine Tochter Erzherzog Karls II. von Österreich und der Maria Anna von Bayern.
Aus der Ehe mit Margarete gingen insgesamt acht Nachkommen hervor:
- Anna Maria von Österreich (1601–1666) ⚭ Ludwig XIII., König von Frankreich
- Maria (*/† 1603)
- Philipp (1605–1665), als Philipp IV. König von Spanien
  1. ⚭ Élisabeth de Bourbon
  2. ⚭ Maria Anna von Österreich
- Maria Anna von Spanien (1606–1646) ⚭ Ferdinand III., Kaiser des Heiligen Römischen Reiches
- Karl von Österreich (1607–1632)[56]
- Ferdinand von Spanien (1609–1641), Statthalter der habsburgischen Niederlande
- Margarethe von Österreich (1610–1617)
- Alfons von Spanien (1611–1612)

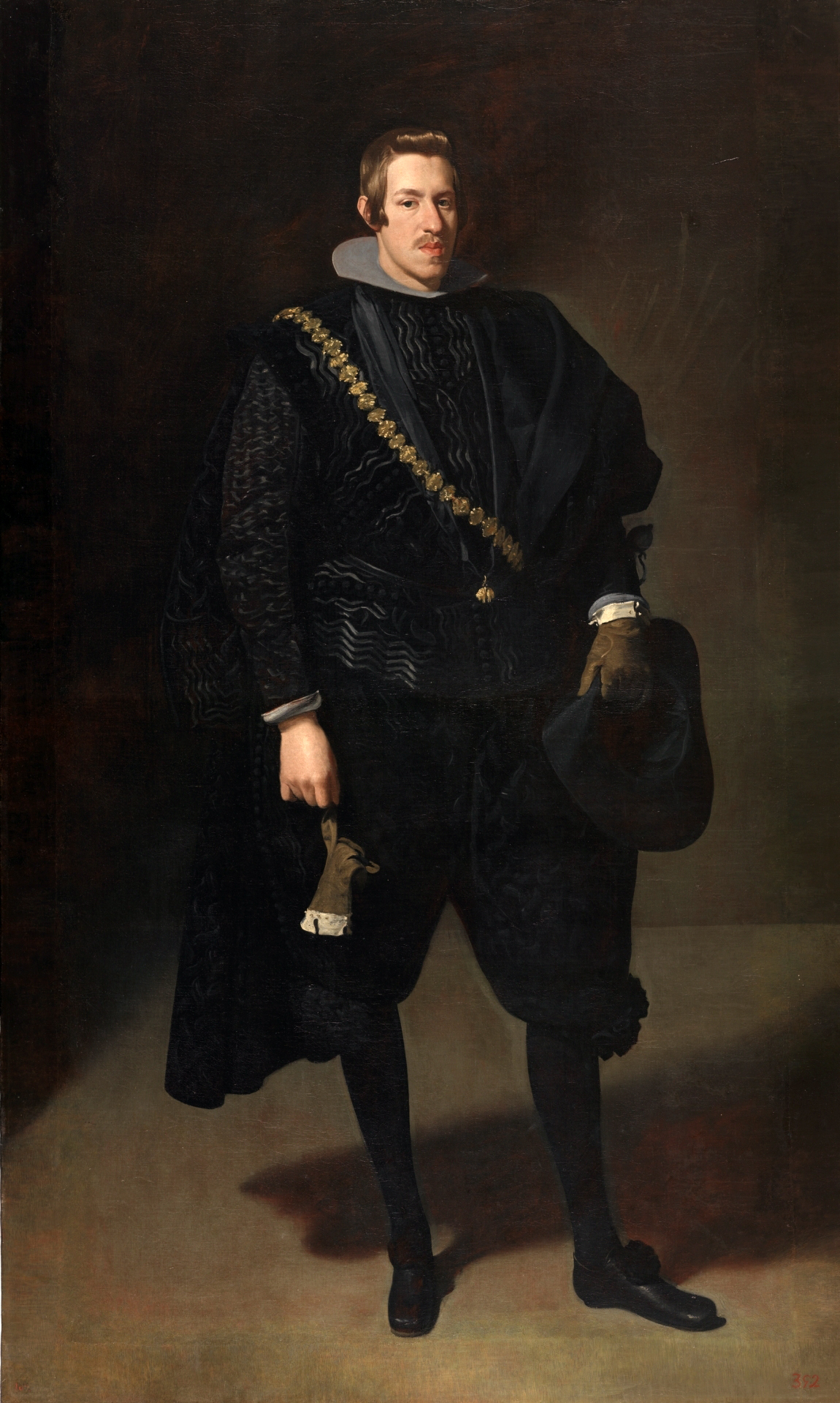
Infant Carlos Karl von Österreich (1607–1632)
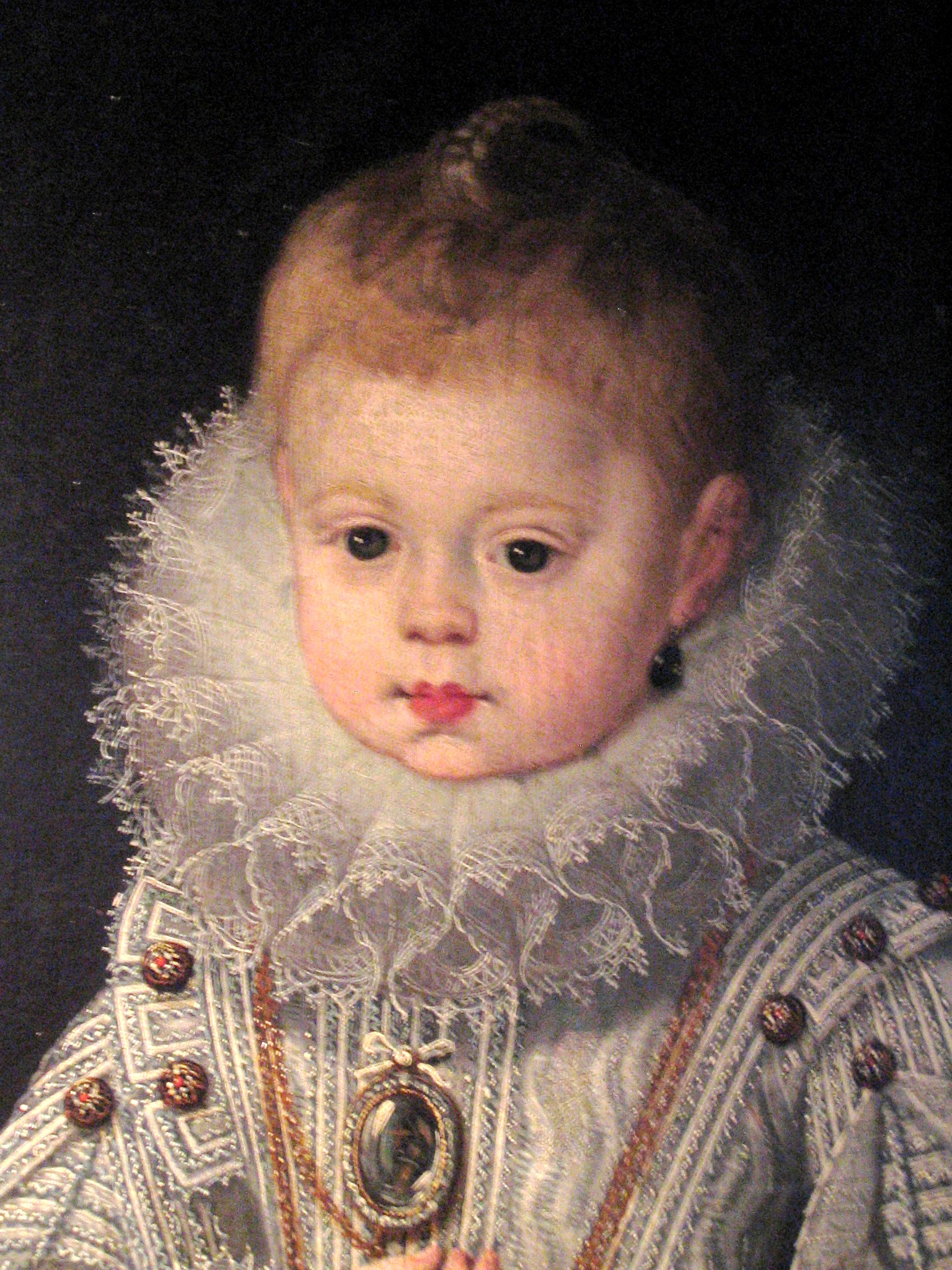
Infantin Margarethe
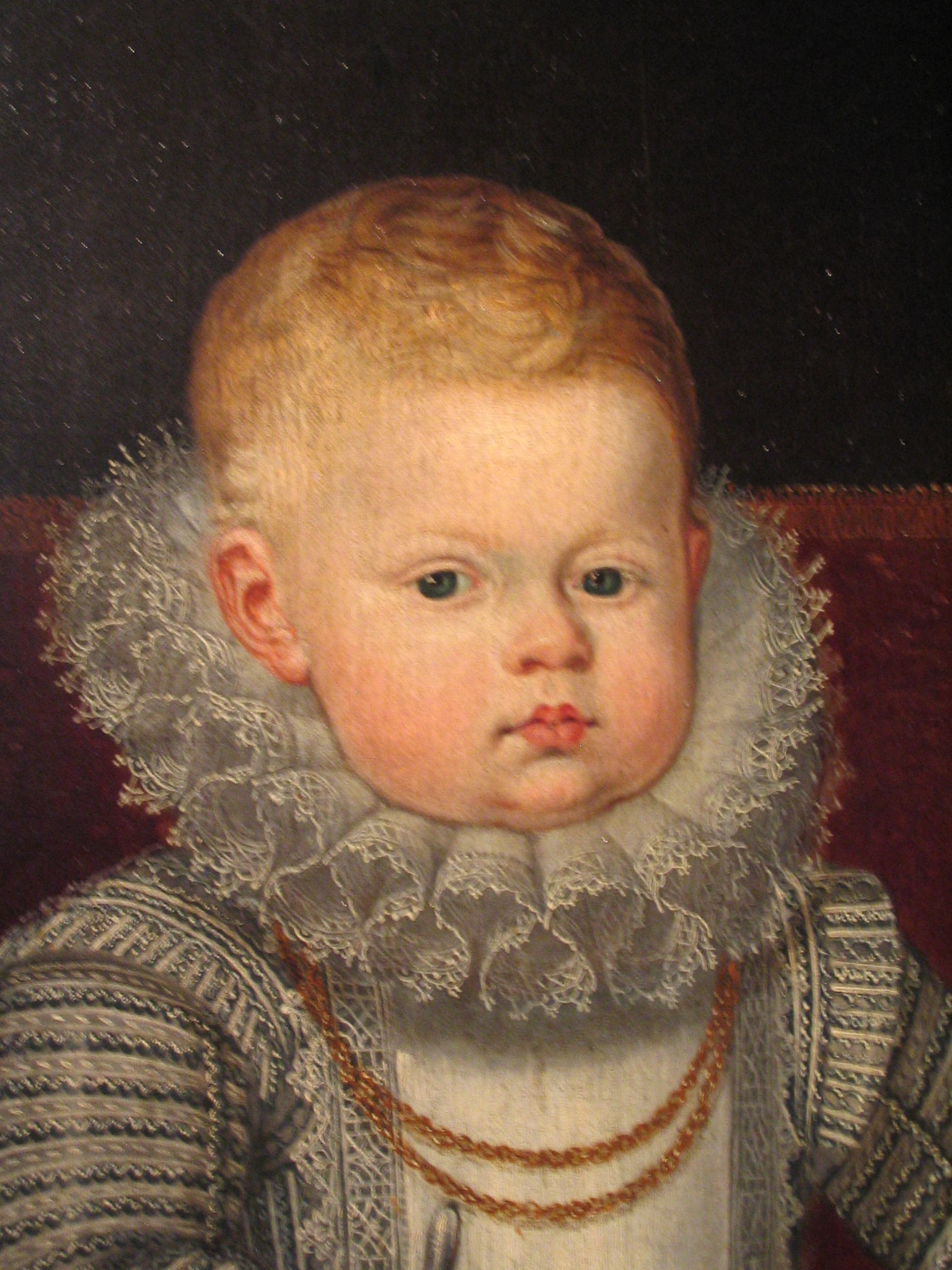
Infant Alfons

## Vorfahren
|  |                                                  |  |  |  |  |  |  |  |  |  |  |  |  |
|  | Philipp I. (Kastilien) (1478–1506)               |  |  |  |  |  |  |  |  |  |  |  |  |
|  |                                                  |  |  |  |  |  |  |  |  |  |  |  |  |
|  |                                                  |  |  |  |  |  |  |  |  |  |  |  |  |
|  | Karl V. (HRR) (1500–1558)                        |  |  |  |  |  |  |  |  |  |  |  |  |
|  |                                                  |  |  |  |  |  |  |  |  |  |  |  |  |
|  |                                                  |  |  |  |  |  |  |  |  |  |  |  |  |
|  | Johanna von Kastilien (1479–1555)                |  |  |  |  |  |  |  |  |  |  |  |  |
|  |                                                  |  |  |  |  |  |  |  |  |  |  |  |  |
|  |                                                  |  |  |  |  |  |  |  |  |  |  |  |  |
|  | Philipp II. (Spanien) (1527–1598)                |  |  |  |  |  |  |  |  |  |  |  |  |
|  |                                                  |  |  |  |  |  |  |  |  |  |  |  |  |
|  |                                                  |  |  |  |  |  |  |  |  |  |  |  |  |
|  | Manuel I. (Portugal) (1469–1521)                 |  |  |  |  |  |  |  |  |  |  |  |  |
|  |                                                  |  |  |  |  |  |  |  |  |  |  |  |  |
|  |                                                  |  |  |  |  |  |  |  |  |  |  |  |  |
|  | Isabella von Portugal (1503–1539)                |  |  |  |  |  |  |  |  |  |  |  |  |
|  |                                                  |  |  |  |  |  |  |  |  |  |  |  |  |
|  |                                                  |  |  |  |  |  |  |  |  |  |  |  |  |
|  | Maria von Aragón (1482–1517)                     |  |  |  |  |  |  |  |  |  |  |  |  |
|  |                                                  |  |  |  |  |  |  |  |  |  |  |  |  |
|  |                                                  |  |  |  |  |  |  |  |  |  |  |  |  |
|  | Philipp III. (Spanien) (1578–1621)               |  |  |  |  |  |  |  |  |  |  |  |  |
|  |                                                  |  |  |  |  |  |  |  |  |  |  |  |  |
|  |                                                  |  |  |  |  |  |  |  |  |  |  |  |  |
|  | Ferdinand I. (HRR) (1503–1564) (Bruder Karls V.) |  |  |  |  |  |  |  |  |  |  |  |  |
|  |                                                  |  |  |  |  |  |  |  |  |  |  |  |  |
|  |                                                  |  |  |  |  |  |  |  |  |  |  |  |  |
|  | Maximilian II. (HRR) (1527–1576)                 |  |  |  |  |  |  |  |  |  |  |  |  |
|  |                                                  |  |  |  |  |  |  |  |  |  |  |  |  |
|  |                                                  |  |  |  |  |  |  |  |  |  |  |  |  |
|  | Anna von Böhmen und Ungarn (1503–1547)           |  |  |  |  |  |  |  |  |  |  |  |  |
|  |                                                  |  |  |  |  |  |  |  |  |  |  |  |  |
|  |                                                  |  |  |  |  |  |  |  |  |  |  |  |  |
|  | Anna von Österreich (1549–1580)                  |  |  |  |  |  |  |  |  |  |  |  |  |
|  |                                                  |  |  |  |  |  |  |  |  |  |  |  |  |
|  |                                                  |  |  |  |  |  |  |  |  |  |  |  |  |
|  | Karl V. (HRR) (1500–1558)                        |  |  |  |  |  |  |  |  |  |  |  |  |
|  |                                                  |  |  |  |  |  |  |  |  |  |  |  |  |
|  |                                                  |  |  |  |  |  |  |  |  |  |  |  |  |
|  | Maria von Spanien (1528–1603)                    |  |  |  |  |  |  |  |  |  |  |  |  |
|  |                                                  |  |  |  |  |  |  |  |  |  |  |  |  |
|  |                                                  |  |  |  |  |  |  |  |  |  |  |  |  |
|  | Isabella von Portugal (1503–1539)                |  |  |  |  |  |  |  |  |  |  |  |  |
|  |                                                  |  |  |  |  |  |  |  |  |  |  |  |  |
|  |                                                  |  |  |  |  |  |  |  |  |  |  |  |  |

In der Ahnentafel zeigt sich – obwohl nur bis zu den Urgroßeltern reichend – die über mehrere Generationen betriebene Heiratspolitik des Hauses Habsburg: Die spanische wie die österreichische Linie heirateten über mehrere Generationen immer wieder untereinander.